# Эгюий (кантон)
Эгюи́й (фр. Aiguilles) — кантон во Франции, находится в регионе Прованс — Альпы — Лазурный Берег, департамент Верхние Альпы. Входит в состав округа Бриансон.
Код INSEE кантона — 0501. Всего в кантон Эгюий входит 7 коммун, из них главной коммуной является Эгюий.

## Коммуны кантона
| Коммуна        | Население, чел. (1999) | Почтовый индекс | Код INSEE |
| -------------- | ---------------------- | --------------- | --------- |
| Абрье          | 382                    | 05460           | 05001     |
| Арвьё          | 355                    | 05350           | 05007     |
| Молин-ан-Кейра | 322                    | 05350           | 05077     |
| Ристола        | 78                     | 05460           | 05120     |
| Сен-Веран      | 267                    | 05350           | 05157     |
| Шато-Виль-Вьей | 321                    | 05350           | 05038     |
| Эгюий          | 441                    | 05470           | 05003     |

## Население
Население кантона на 2007 год составляло 2 175 человек.
| 1962  | 1968  | 1975  | 1982  | 1990  | 1999  | 2006 | 2007  | 2008 |
| ----- | ----- | ----- | ----- | ----- | ----- | ---- | ----- | ---- |
| 1 611 | 1 674 | 1 677 | 1 902 | 1 948 | 2 138 | —    | 2 175 | —    |